# Il finto pazzo per amore
Il finto pazzo per amore es una ópera en dos actos compuesta por Antonio Sacchini. Se estrenó en el Teatro Valle de Roma en el carnaval de 1765. En esta ciudad italiana vivió unos años y compuso junto a esta obra La contadina in corte (1765) y L´isola d´amore (1766).
Cinco años después Niccolò Piccinni realizaría una obra homónima.